# 城连圩乡
城连圩乡，是中华人民共和国湖南省衡陽市祁东县下辖的一个乡镇级行政单位。

## 行政区划
城连圩乡下辖以下地区：
城连墟村、芦毛塘村、香花庵村、柏树湾村、杨梅冲村、曹家祠村、界排村、柏山排村、幸福罐村、棉竹山村、茶园冲村、十八弓村、王定堂村、石板铺村、车塘观村、黄栗山村、桐梓塘村、锡坪湾村、司马塘村、龙家亭村、船埠头村、乐芳村、油榨坪村和福林山村。